# Ляскі-Шляхецькі
Ляскі-Шляхецькі (пол. Laski Szlacheckie) — село в Польщі, у гміні Червін Остроленцького повіту Мазовецького воєводства.
Населення — 214 осіб (2011).
У 1975-1998 роках село належало до Остроленцького воєводства.

## Демографія
Демографічна структура станом на 31 березня 2011 року:
|          | Загалом | Допрацездатний вік | Працездатний вік | Постпрацездатний вік |
| -------- | ------- | ------------------ | ---------------- | -------------------- |
| Чоловіки | 100     | 19                 | 72               | 9                    |
| Жінки    | 114     | 26                 | 62               | 26                   |
| Разом    | 214     | 45                 | 134              | 35                   |